# Pontassieve
Pontassieve es una localidad italiana de la ciudad metropolitana de Florencia, región de la Toscana, con 20.764 habitantes.

Ubicación del municipio de Pontassieve dentro de la ciudad metropolitana de Florencia.

## Evolución demográfica
| Gráfica de evolución demográfica de Pontassieve entre 1861 y 2001 |
|                                                                   |
| Fuente ISTAT - Elaboración gráfica por parte de Wikipedia         |